# 張純臣
張純臣（16世紀—17世紀），字良弼，保定府清苑縣人，明朝軍事人物。

## 生平
張純臣自小聰明正直，十七歲就精通八股文，但三次應考前都患病，之後決定習武，到萬曆二十六年（1598年）考中武進士，官至神機營左副總兵，加都督僉事。他三次在邊境任職，實行撫卒、節餉、均役、墾田等良政，又抗衡礦稅、嚴懲貴戚豪奴，不久在主持團練時勞累而去世，憑賻贈才能歸葬在家鄉，鄉人談到他都稱為「張都督」，不禁肅然起敬。

## 家族
子張羅俊、張羅彥崇禎年間進士，子張羅輔崇禎年間武進士。